# Nhuộm Giemsa
Nhuộm Giemsa (/ˈɡiːmzə/) là tên một phương pháp nhuộm trong nghiên cứu sinh học tế bào, mang tên của nhà hoá học kiêm nghiên cứu vi khuẩn học người Đức là Gustav Giemsa đã sáng tạo ra, ban đầu để nghiên cứu về mô bệnh học ở người bệnh sốt rét và một số ký sinh trùng khác. Phương pháp này phát triển và cải tiến từ kiểu nhuộm của Dmitri Leonidovich Romanowsky, hiện nay đã được cải tiến ít nhiều và được dùng phổ biến trong nghiên cứu di truyền học tế bào, chủ yếu là nghiên cứu nhiễm sắc thể. Trong tiếng Anh, tên phương pháp này là Giemsa stain hay G stain (nhuộm G).

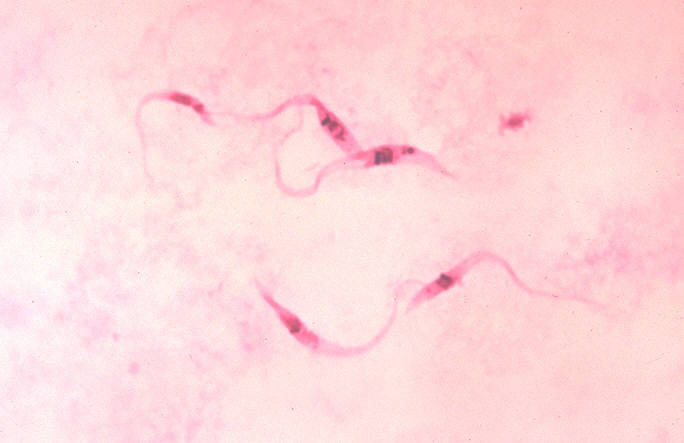
Trùng roi nhóm Trypanosoma ở máu người bệnh đã nhuộm G.

Chẳng hạn, trùng roi Trypanosoma Cruzi gây bệnh Chagas chắc chắn phải có mặt trong máu người bệnh, nên sau khi tiến hành nhuộm G mẫu máu của người bệnh, thì dễ dàng được phát hiện "thủ phạm" này dưới kính hiển vi.

## Tổng quan

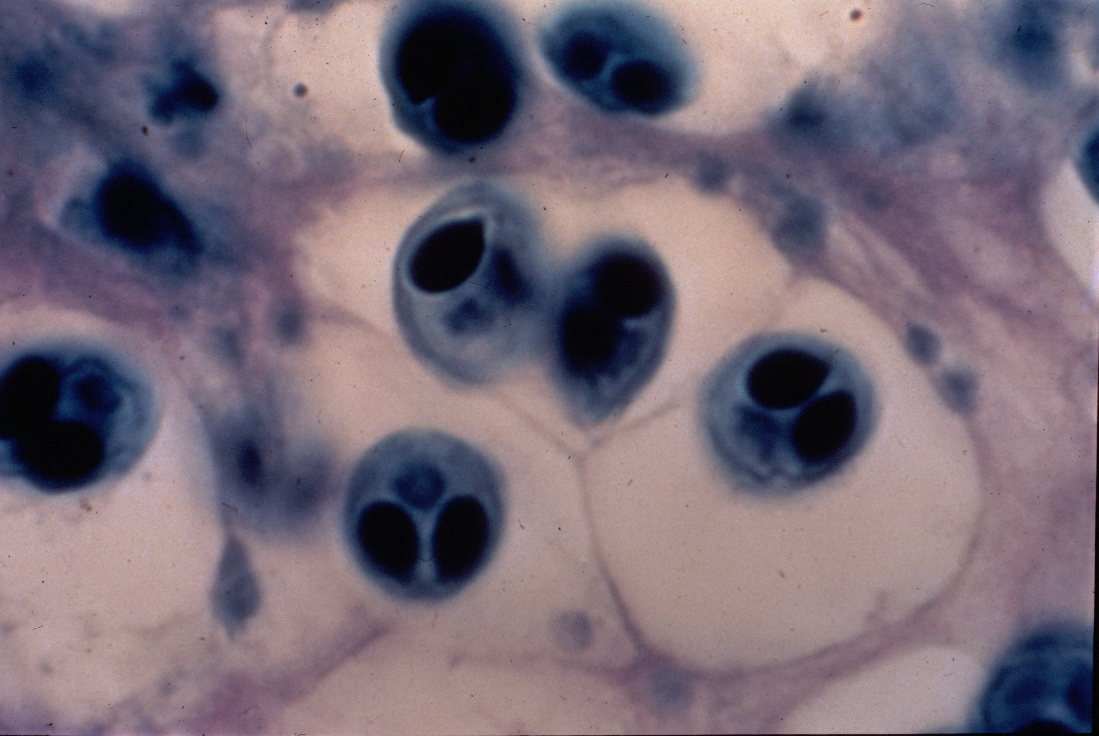
Vùng nhiễm kí sinh trùng Myxobolus cerebralis gây bệnh Whirling đã nhuộm G.

- Một số thành phần trong thuốc nhuộm G kết dính với các cấu trúc đặc trưng trong một số loài kí sinh trùng, nên sau khi nhuộm có thể phát hiện ra sự khu trú của chúng trong mô người bệnh. Chẳng hạn, vùng nhiễm trùng Myxobolus cerebralis gây bệnh Whirling được phát hiện dưới kính hiển vi sau khi tiến hành nhuộm G (hình bên).
- Ở nhiễm sắc thể, các vùng dị nhiễm sắc chất (heterochromatin) thường có nhiều ađênin và timin (A-T) nên sau khi nhuộm G thì thường có màu tối. Ngược lại, vùng chất nhiễm sắc thật (euchromatin) lại thường nhiều guanin và xitôzin (G-X) nên khi kết hợp với thuốc nhuộm Giemsa thì xuất hiện dưới dạng băng sáng màu hơn dưới kính hiển vi.[4] Do đó, một số thành phần trong thuốc nhuộm G khi đã tự gắn vào các vùng nhiều A-T sẽ tạo ra các băng (dải, vệt) tối xen kẽ với các băng G-X sáng màu. Việc nhuộm màu đúng quy trình sẽ tạo nên hình ảnh chuẩn các NST có những băng đặc trưng, nhờ đó tạo nên mô hình chuẩn của kiểu nhân với mỗi nhiễm sắc thể có các băng được đánh số theo quy ước khoa học, giúp xác định rõ và mô tả chính xác vị trí của một lô-cut gen hoặc nhóm mô-cut.[5]

## Giới thiệu thành phần và cách dùng
- Thuốc nhuộm G là một hỗn hợp dạng bột của xanh methylen, eosin và Azure B, khi dùng được pha chế thành dung dịch. Thành phần cơ bản của thuốc nhuộm G như sau:[2]

| Thành phần | Gm/L   |
| Bột Giemsa | 7.6    |
| Glycerol   | 500 ml |
| Methanol   | 500 ml |

- Đặt mẫu vật cần thử lên lam (phiến kính hiển vi) đã được cố định bằng metanol tinh khiết trong 30 giây (ngâm mẫu hoặc nhỏ vài giọt metanol lên lam). Ngâm trong dung dịch Giemsa 5% (chỉ pha trước đó từ 10 - 20 phút), sau đó rửa bằng nước sạch (nước máy) rồi để khô.